# NGC 1092
NGC 1092 è una vasta galassia ellittica relativamente lontana situata nella costellazione dell'Eridano, a una distanza di circa 415 milioni di anni luce dalla nostra Via Lattea.

## Scoperta
La galassia è stata scoperta il 17 ottobre 1885 dall'astronomo statunitense Francis Leavenworth.

## Hickson Compact Group 21
NGC 1092 fa parte del Hickson Compact Group dove è classificata con il codice HCG 21 assieme alle galassie NGC 1091, NGC 1098, NGC 1099 e NGC 1100.